# Und wieder wird es Weihnachtszeit
Albums de Mireille Mathieu
Herzlichst Mireille
(1976) Die schönsten deutschen Volkslieder
(1977)
Singles
1. Aber Heidschi Bumbeidschi
Sortie : 1976

Und wieder wird es Weihnachtszeit est un album allemand composé de chants de Noël de la chanteuse française Mireille Mathieu. L'album fut édité pour la première fois en 1976 sous format 33 tours puis en CD en 1993.

## Chansons de l'album
| 1.                     | Leise rieselt der Schnee              | Eduard Ebel                             | 2:13 |
| 2.                     | Aber Heidschi Bumbeidschi             | Folklore                                | 3:15 |
| 3.                     | Süßer die Glocken nie klingen         | Friedrich Wilhelm Kritzinger, Folklore  | 2:52 |
| 4.                     | Es ist ein Ros' entsprungen           | Folklore                                | 3:09 |
| 5.                     | Stille Nacht                          | Joseph Mohr, Franz Xaver Gruber         | 3:19 |
| 6.                     | O du fröhliche (O sanctissima)        | Johannes Daniel Falk, Folklore          | 3:58 |
| 7.                     | Weiße Weihnacht (White Christmas)     | Irving Berlin                           | 3:17 |
| 8.                     | Tochter Zion, Freue dich              | Folklore, Georg Friedrich Händel        | 2:46 |
| 9.                     | Es wird schon bald dunkel             | Folklore                                | 2:57 |
| 10.                    | Herbei, o Ihr gläubigen               | Folklore                                | 2:48 |
| 11.                    | Weißer Winterwald (Winter Wonderland) | Knud Schwielow, Felix Bernard           | 2:44 |
| 12.                    | Du lieber Weihnachtsmann              | Jörg von Schenckendorff, Henri Martinet | 3:41 |
| 36 minutes 56 secondes |                                       |                                         |      |